# 23 februarie
ianuarie • februarie • martie  • aprilie  • mai  • iunie  • iulie  • august  • septembrie  • octombrie  • noiembrie  • decembrie
23 februarie este a 54-a zi a calendarului gregorian. Mai sunt 311 zile până la sfârșitul anului (312 zile în anii bisecți).

## Evenimente

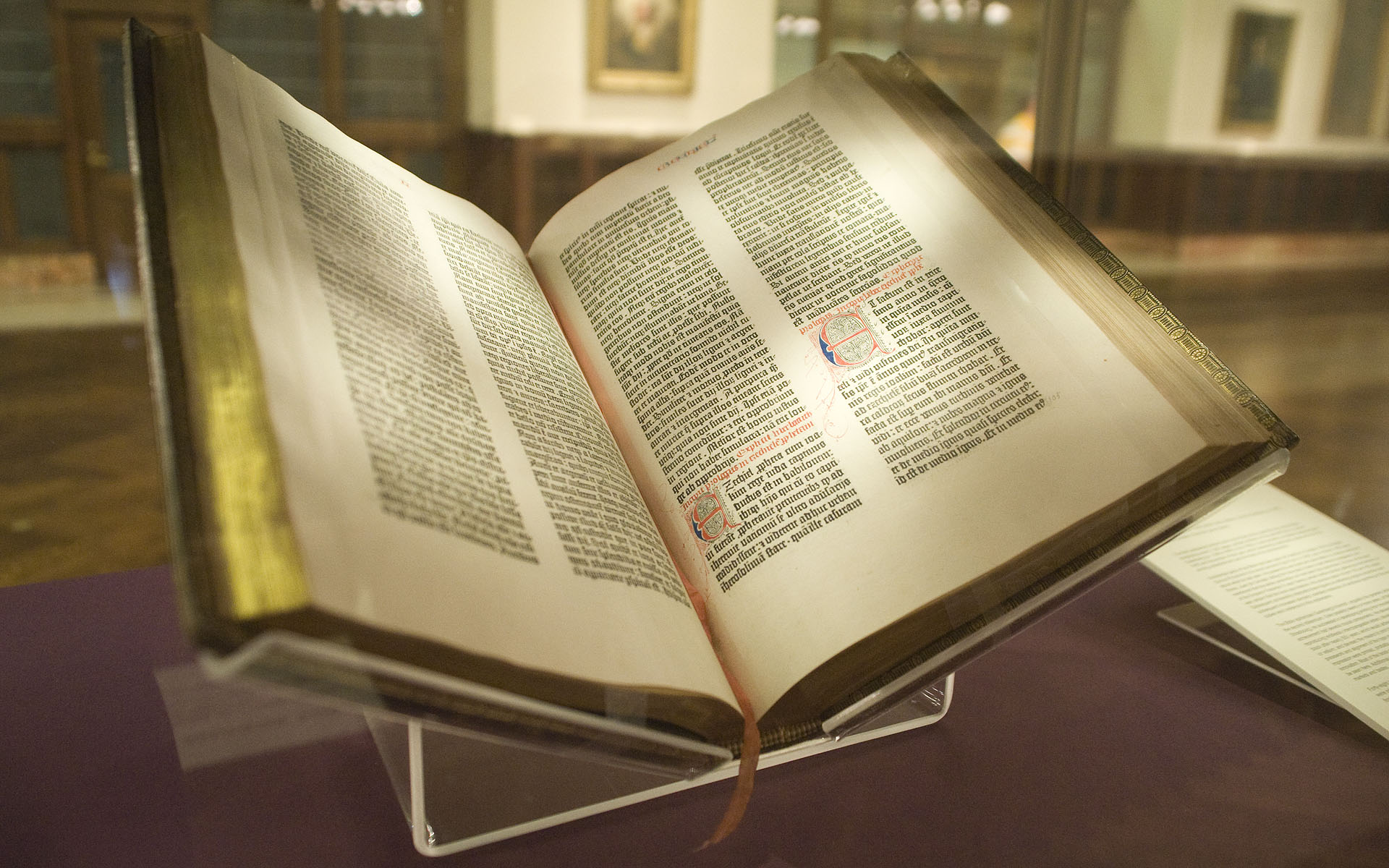
1455: În mod tradițional, data publicării Bibliei Gutenberg, prima carte occidentală tipărită cu caractere mobile.

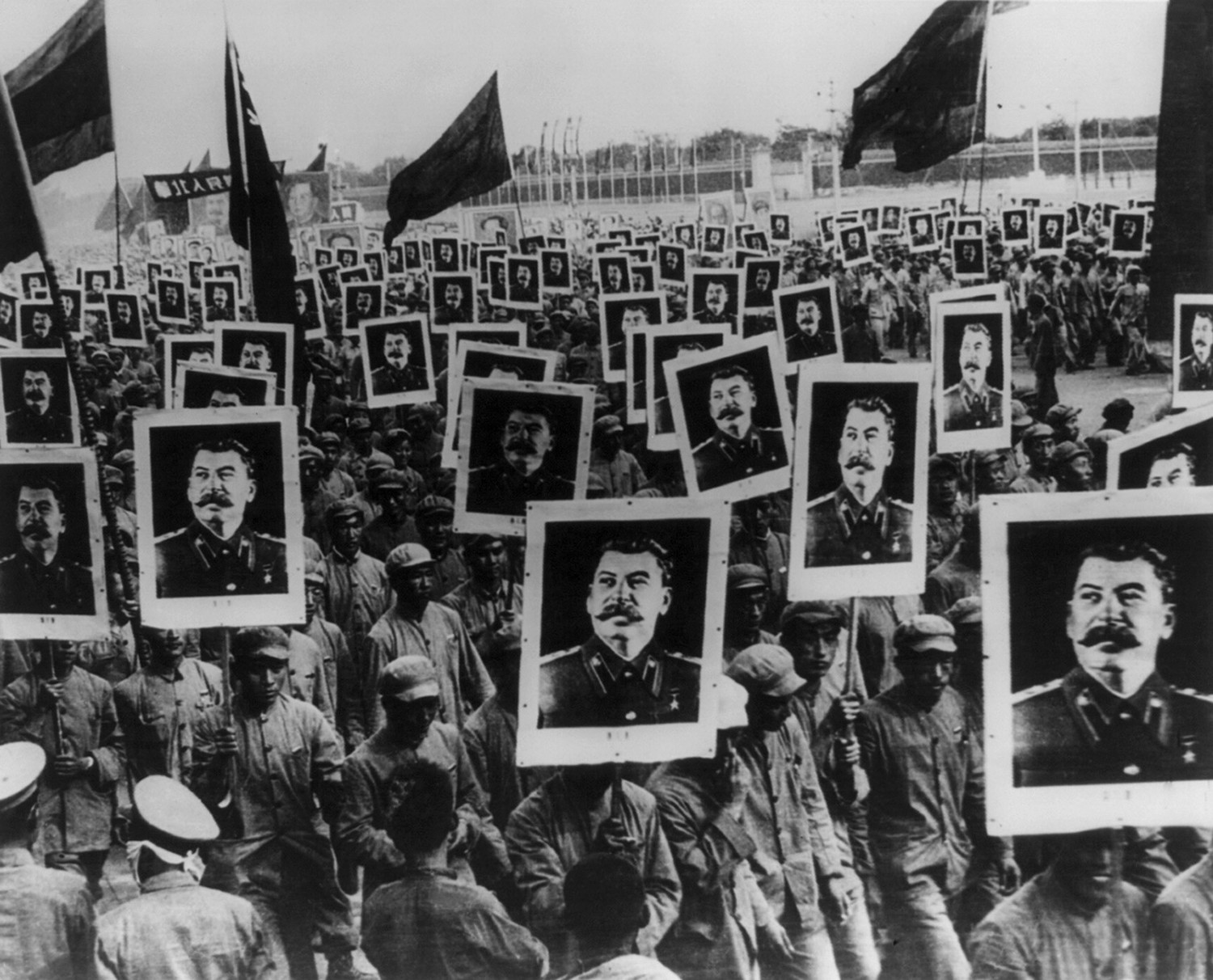
1956: Nikita Hrușciov denunță cultul personalității și crimele lui Stalin. În fotografie sărbătorirea zilei de naștere a lui Stalin în China.

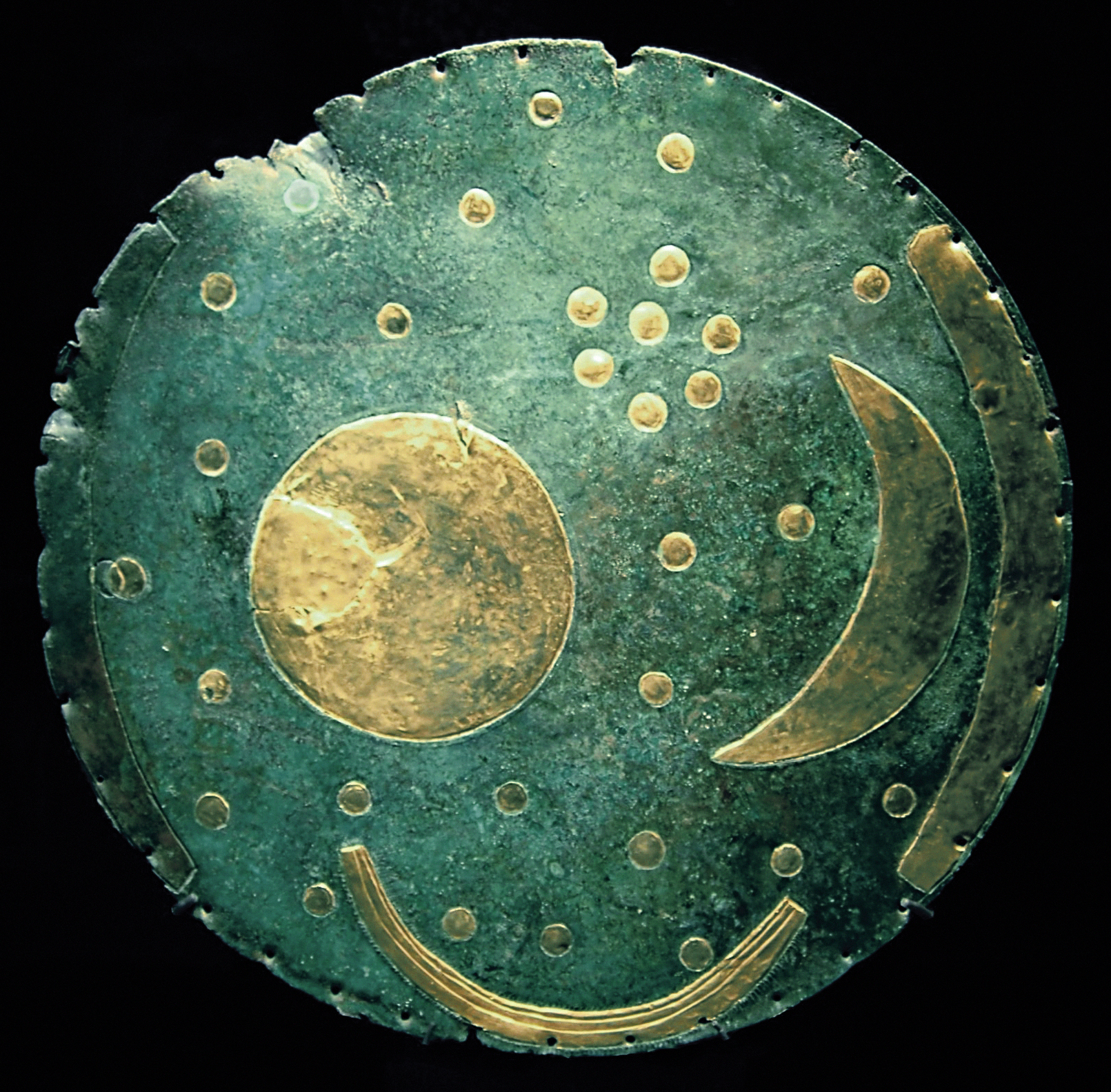
2002: Într-o operațiune a poliției din Basel, Discul ceresc de la Nebra aparținând epocii bronzului, care fusese găsit de doi căutători de comori în vara anului 1999 și vândut, a fost securizat.

- 0303: Împăratul roman Dioclețian ordonă distrugerea bisericii creștine din Nicomedia, începând cei opt ani de persecuție dioclețiană.[1]
- 0532: Împăratul bizantin Iustinian I pune piatra de temelie a unei noi bazilici creștine ortodoxe la Constantinopol – Hagia Sofia.[2]
- 0705: Împărăteasa Wu Zetian abdică de la tron, restabilind dinastia Tang în China.[3]
- 1271: Prima mențiune documentară a orașului Brașov.
- 1455: În mod tradițional, data publicării Bibliei Gutenberg, prima carte occidentală tipărită cu caractere mobile.[4]
- 1633: Matei Basarab este recunoscut domnitor al Țării Românești, de către Poartă.
- 1821: Țarul Alexandru I al Rusiei, dezavuează revoluția condusă de Tudor Vladimirescu în Țara Românească și mișcarea lui Alexandru Ipsilanti declarându-se de acord cu venirea trupelor otomane la nord de Dunăre.
- 1856: În numele conaționalilor săi, Nicolae Golescu a adresat plenipotențiarilor Marii Britanii, Franței și ai Regatului Sardiniei la Congresul de la Paris, un memoriu în care cerea unirea Moldovei cu Muntenia într–un stat independent, sub garanția marilor puteri europene.
- 1869: S-a întemeiat "Partidul Național al Românilor" din Transilvania, sub conducerea lui Ilie Măcelar.
- 1893 Patentarea motorului Diesel, o descoperire a inginerului german, Rudolf Diesel.
- 1898: Romancierul francez, Émile Zola, a fost găsit vinovat de calomnie și a fost condamnat la închisoare pentru că a scris celebra sa scrisoare J’accuse, acuzând guvernul de anti-semitism și de faptul că l-a încarcerat fără temei pe capitanul Alfred Dreyfus. A reușit să evite pedeapsa exilându-se în Anglia.
- 1903: Cuba a închiriat pe termen nelimitat Statelor Unite Golful Guantánamo.
- 1916: A luat ființă Muzeul de Antichități din Iași.
- 1917: Primele demonstrații la Sankt Petersburg, Rusia. Începutul Revoluției din februarie (8 martie în calendarul gregorian).
- 1918: A luat ființă Armata Roșie. Ziua apărătorilor patriei în Rusia.
- 1919: A fost fondat Partidul Fascist, de către Benito Mussolini (Il Duce), devenit în 1922 premier al Italiei; din această poziție politică, Mussolini a trecut treptat către un regim dictatorial, impunând participarea Italiei, în cel de-Al Doilea Război Mondial, alături de Germania.
- 1927: Fizicianul teoretic german Werner Heisenberg scrie o scrisoare colegului fizician Wolfgang Pauli, în care descrie pentru prima dată principiul său de incertitudine.
- 1929: Încep și în România concursurile de frumusețe, prin declararea Magdei Demetrescu drept „Miss România 1929".
- 1934: Leopold al III-lea este încoronat rege al Belgiei, în urma morții tatălui său, regele Albert I, într-un accident în timp ce făcea alpinism. Leopold a abdicat în 1951.
- 1941: Elementul radioactiv plutoniu este produs pentru prima dată de către fizicianul Glenn T. Seaborg prin bombardarea uraniului 238U cu deuteriu într-un ciclotron.
- 1942: Semnarea, la Washington, D.C., a convenției dintre SUA și Marea Britanie cu privire la acordarea ajutorului reciproc împotriva agresiunii.
- 1949: Decret privind aprobarea statutului organizării și funcționării Bisericii Ortodoxe Române.
- 1956: Nikita Hrușciov denunță cultul personalității și crimele lui Stalin.
- 1992: Crin Halaicu este ales primarul municipiului Bucuresti.
- 1993: Explozie devastatoare la Complexul comercial din New York, „World Trade Center", cartierul Manhatan. S-a soldat cu 6 morți și peste 1.000 de răniți.
- 1997: Un incendiu a izbucnit la bordul stației spațiale rusești Mir. Incendiul a fost stins după 14 minute, echipajul rămânând nevătămat.
- 1999: Se încheie Conferința de la Rambouillet, convocată de Grupul de Contact, în scopul negocierii unui acord interimar care să prevadă o „autonomie substanțială" pentru Kosovo. Ea se încheie prin acceptarea, în linii mari a proiectului, de către cele două părți. Belgradul exclude desfășurarea unei forțe internaționale în Kosovo, iar albanezii nu renunță la pretenția lor de a organiza un referendum privind independența provinciei (6 februarie - 23 februarie 1999).
- 2002: Într-o operațiune a poliției din Basel, Discul ceresc de la Nebra aparținând epocii bronzului, care fusese găsit de doi căutători de comori în vara anului 1999 și vândut, a fost securizat.[5]

## Nașteri
- 1418: Papa Paul al II-lea (d. 1471)
- 1443: Matia Corvin, rege al Ungariei și Croației (d. 1490)
- 1680: Jean-Baptiste Le Moyne de Bienville, colonizator și guvernator al Louisianei franceze (d. 1767)
- 1685: Georg Friedrich Händel, compozitor, organist, violonist german (d. 1759)
- 1708: Carl I Ludwig Frederick, Duce de Mecklenburg-Strelitz, tatăl reginei Charlotte a Marii Britanii (d. 1752)
- 1803: Prințesa Alexandrine a Prusiei, fiica regelui Frederic Wilhelm al II-lea al Prusiei (d. 1892)
- 1835: Michele Cammarano, pictor italian (d. 1920)
- 1841: Mircea V. Stănescu, avocat, publicist, culegător de folclor, scriitor și politician român (d. 1888)
- 1847: Ducesa Sophie Charlotte de Bavaria, ducesă de Alençon (d. 1897)
- 1865: Elsa Bruckmann, gazdă de salon germană provenind din înalta aristocrație română (d. 1946)
- 1866: Infantele Antonio, Duce de Galliera (d. 1930)
- 1879: Kazimir Malevici, pictor și desenator ucrainean și sovietic (d. 1935)
- 1883: Karl Jaspers, filosof german (d. 1969)
- 1887: Oskar Lindberg, compozitor suedez (d. 1955)
- 1888: Mihail Săulescu, poet român (d. 1916)

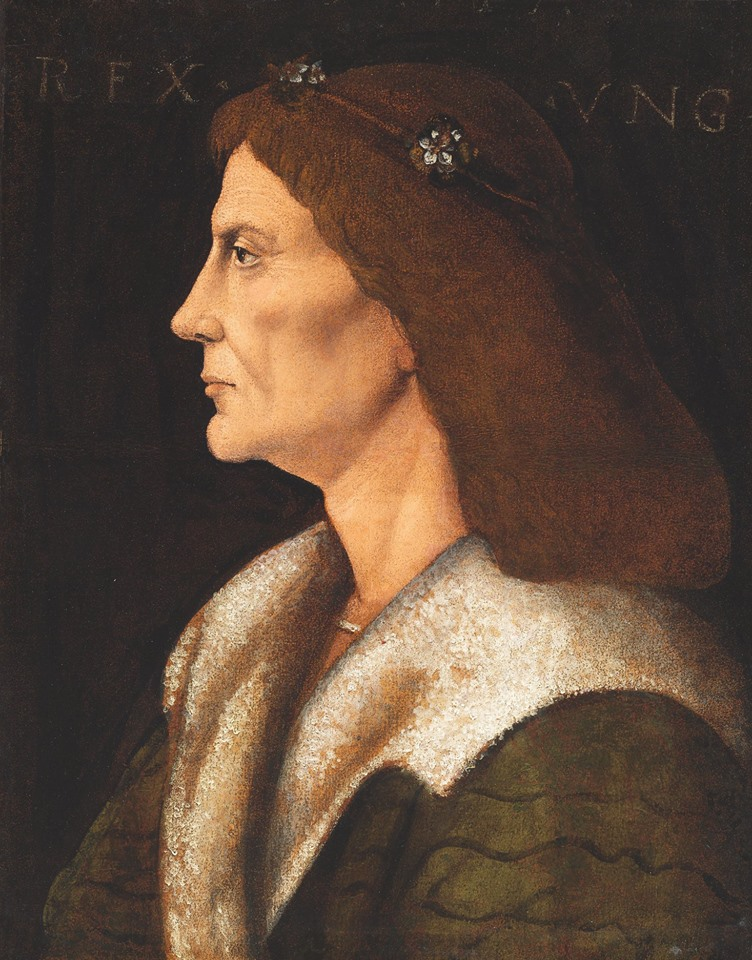
Matei Corvin, rege al Ungariei și Croației
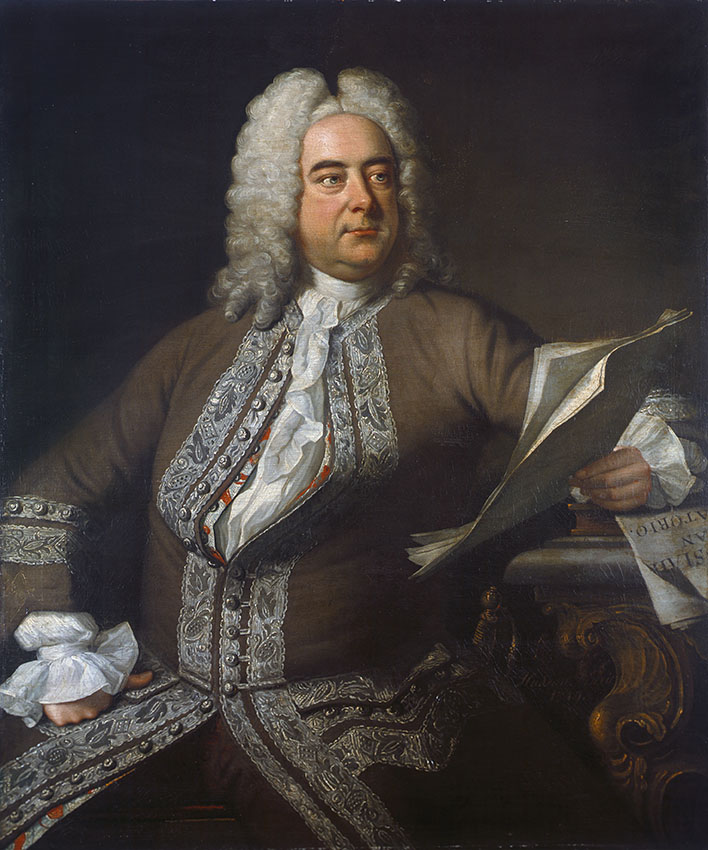
Georg Friedrich Händel, compozitor, organist, violonist german
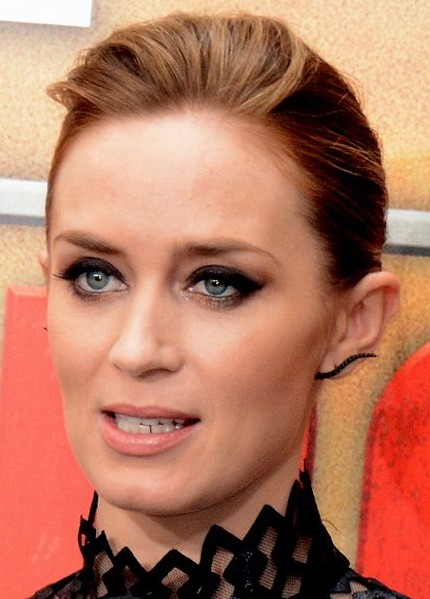
Emily Blunt, actriță britanică

- 1889: Victor Fleming, regizor american (d. 1949)
- 1909: Gheorghe Ionescu Gion, cântăreț român (d. 1999)
- 1915: Paul Tibbets, pilot american (d. 2007)
- 1929: Alexei al II-lea, Patriarh al Bisericii Ortodoxe Ruse (d. 2008)
- 1929: Péter Ábel, scriitor, jurnalist, critic și istoric de cinema maghiar (d. 1992)
- 1929: Leslie Halliwell, critic de film și enciclopedist britanic (d. 1989)
- 1931: Iulian Vlad, general român, membru al CC al PCR, șef al Securității (d. 2017)
- 1932: Majel Barrett, actriță americană (d. 2008)
- 1938: Paul Morrissey, regizor american de filme
- 1938: Jiří Menzel, regizor de film, regizor de teatru, actor și scenarist ceh (d. 2020)
- 1940: Peter Fonda, actor, scenarist, producător și regizor american de film (d. 2019)
- 1943: Alexandru Mânzală, politician român
- 1953: Jaromír Kohlíček, politician ceh (d. 2020)
- 1954: Viktor Iușcenko, politician ucrainean, al 3-lea președinte al Ucrainei
- 1955: Maria Iliuț, cântăreață română de muzică populară
- 1960: Adrian Bumbescu, fotbalist român
- 1960: Naruhito, împăratul Japoniei din 2019
- 1963: Thomas Kunze, istoric german
- 1963: Radosław Sikorski, politician, politolog și jurnalist polonez
- 1965: Oleg Bodrug, politician moldovean
- 1966: Alexandre Borges, actor brazilian
- 1974: Álvaro Morte, actor spaniol
- 1983: Emily Blunt, actriță britanică
- 1986: Skylar Grey, cântăreață americană
- 1987: Olena Krîvîțka, scrimeră ucraineană
- 1990: Jan Tratnik, ciclist sloven
- 1991: Diana Stoica, politiciană română
- 1992: Kyriakos Papadopoulos, fotbalist grec
- 1992: Ana Maria Țicu, handbalistă română
- 1994: Dakota Fanning, actriță americană
- 1996: Mădălina Ion, handbalistă română
- 1999: Dayana, cântăreață română
- 2012: Prințesa Estelle, Ducesă de Östergötland, nepoata regelui Carl XVI Gustaf al Suediei

## Decese
- 1103: Constantin I al Armeniei, al 2-lea rege al Regatului Armean de Cilicia (n. c. 1035)
- 1447: Papa Eugen al IV-lea (n. 1383)
- 1603: Andrea Cesalpino, medic, filozof și botanist italian (n. 1519)
- 1723: Anne Henriette de Bavaria, Prințesă de Condé (n. 1648)
- 1730: Papa Benedict al XIII-lea (n. 1649)
- 1766: Stanislaw Leszczynski, rege al Poloniei (n. 1677)
- 1792: Sir Joshua Reynolds, pictor englez (n. 1723)
- 1821: John Keats, poet englez (n. 1795)
- 1848: John Quincy Adams, al 6-lea președinte al SUA (n. 1767)
- 1855: Carl Friedrich Gauss, matematician, astronom, fizician german (n. 1777)

John Keats, poet englez
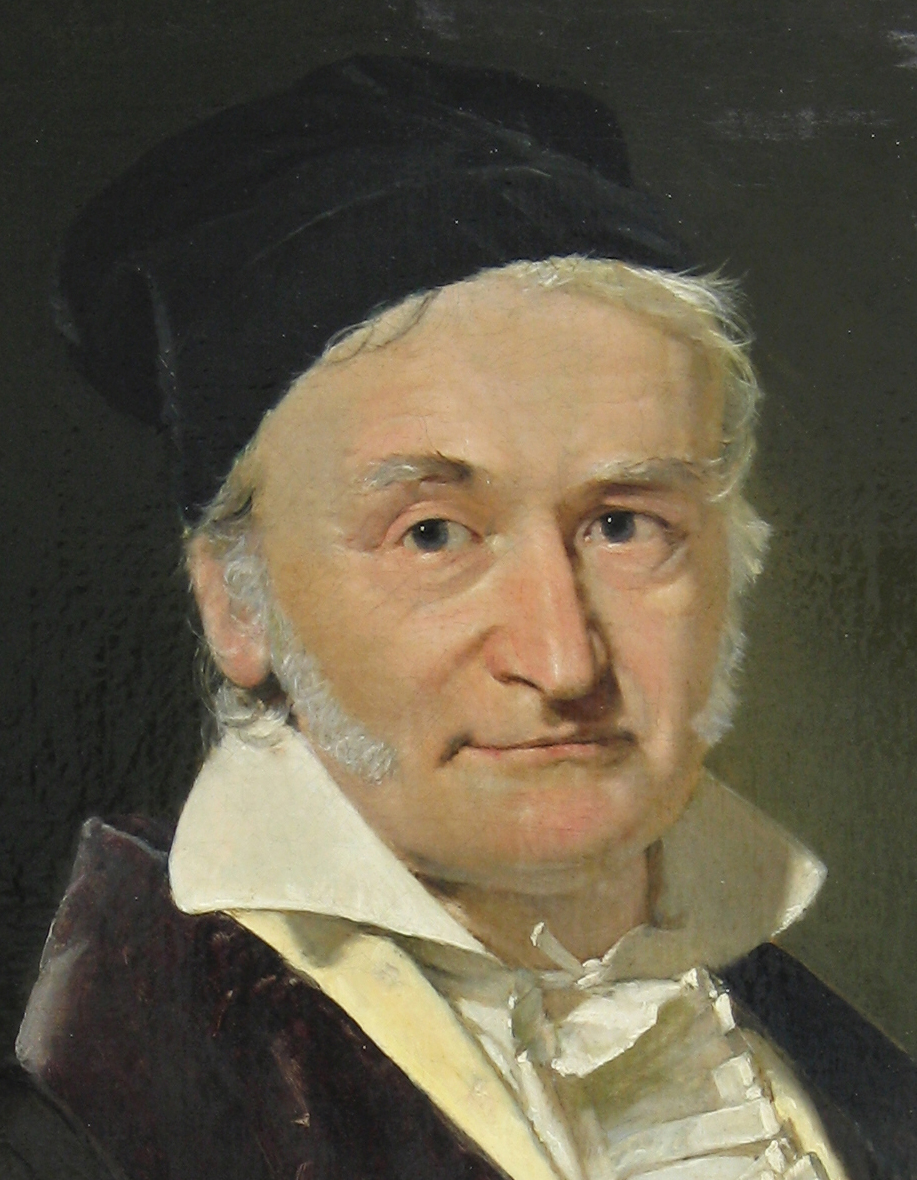
Carl Friedrich Gauss, matematician, astronom, fizician german
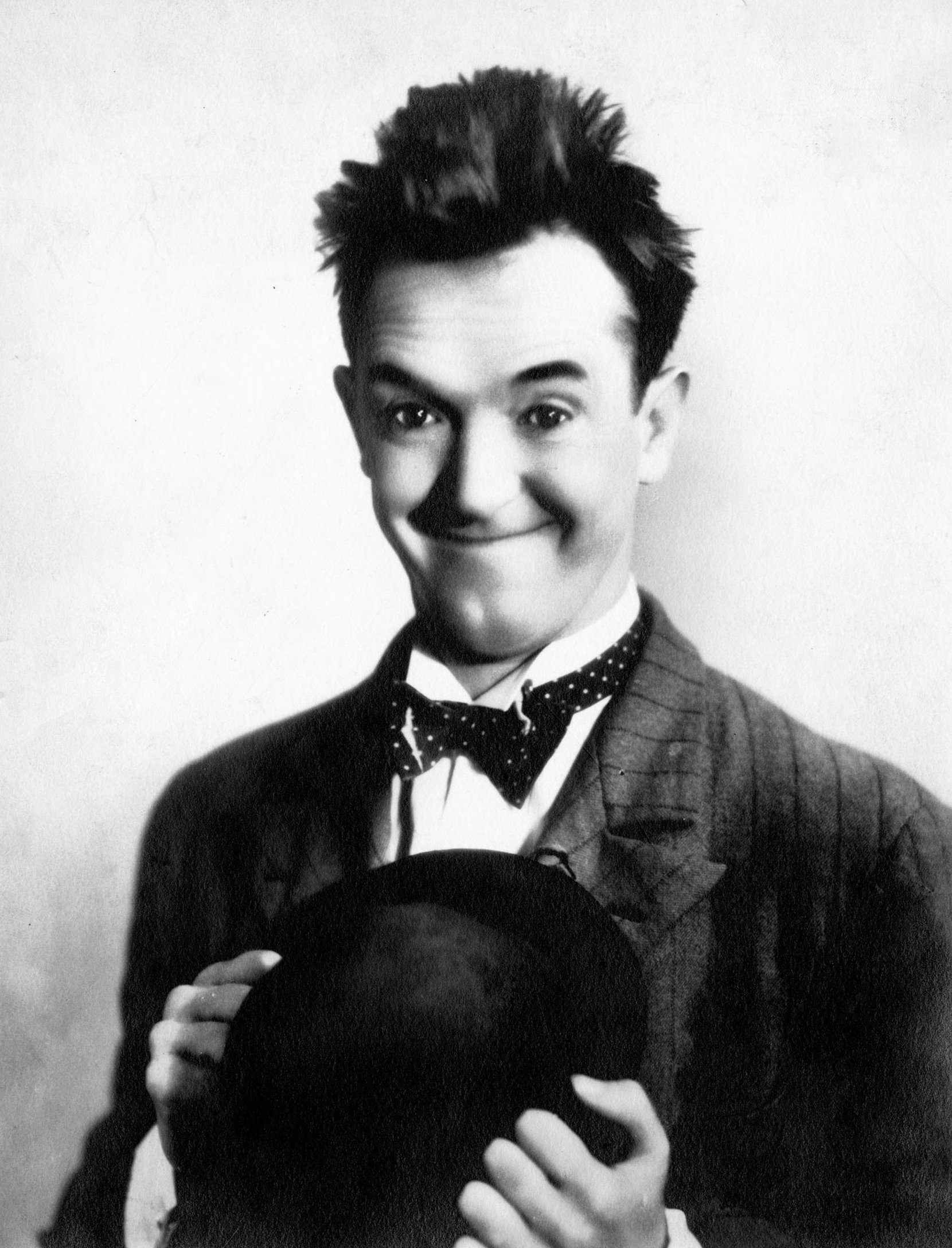
Stan Laurel, actor american

- 1879: Albrecht von Roon, mareșal și om de stat german (n. 1803)
- 1901: Ioan S. Nenițescu, dramaturg, poet și prozator român, membru corespondent al Academiei Române (n. 1854)
- 1918: Adolphus Frederic al VI-lea, Mare Duce de Mecklenburg, ultimul monarh de Mecklenburg-Strelitz (n. 1882) (suicid)
- 1919: Gheorghe Pop de Băsești, politician român din Transilvania (n. 1835)
- 1922: Albert Victor Bäcklund, fizician suedez (n. 1845)
- 1934: Edward Elgar, compozitor englez (n. 1857)
- 1937: Constantin de Hurmuzaki, entomolog român, membru de onoare al Academiei Române (n. 1862)
- 1942: Stefan Zweig, scriitor, jurnalist și biograf austriac (n. 1881)
- 1945: Aleksei Nikolaevici Tolstoi, scriitor rus (n. 1882)
- 1955: Paul Claudel, poet, dramaturg și eseist francez (n. 1868)
- 1956: Marcel Griaule, etnolog și africanist francez (n. 1898)
- 1960: Alexander Mountbatten, Marchiz de Carisbrooke (n. 1886)
- 1965: Stan Laurel (Arthur Stanley Jefferson), actor american (n. 1890)
- 1978: Alexandru Clavel, pictor român (n. 1898)
- 1990: Florin Pucă, grafician/desenator român (n. 1932)
- 1999: George Grigoriu, compozitor român (n. 1927)
- 2000: Ofra Haza, cântăreață de muzică pop israeliană (n. 1957)
- 2000: Stanley Matthews, fotbalist britanic (n. 1915)
- 2004: Ion Eremia, general, scriitor și deținut politic în regimul comunist (n. 1913)
- 2021: Vojkan Borisavljević, compozitor și dirijor sârb (n. 1947)
- 2022: Ion Adrian Zare, fotbalist și antrenor român (n. 1959)
- 2024: Mioara Roman, scriitoare, jurnalistă, traducătoare și profesoară de limbă și civilizație arabă (n. 1940)

## Sărbători
- Sf. Sfințit Mc. Policarp de Smirna, martir roman (calendar ortodox, anglican, evanghelic, catolic, armean, copt)
- Sf. Cuv. Gorgonia (calendar ortodox)

- Brunei: Zi Națională
- Guyana: Ziua republicii (1966)
- Rusia: Ziua apărătorilor patriei
- SUA: Ziua națională a tenis-ului.